# 11484 Daudet
11484 Daudet este o planetă minoră (asteroid), cu un diametru de 3,917 km, din centura de asteroizi. A fost descoperită pe 17 februarie 1988 la Observatorul European Austral de Eric Walter Elst și a fost numită după Alphonse Daudet. 
Obiectul prezintă o orbită caracterizată de o semiaxă mare de 2,6773757 UAi, o excentricitate de 0,07, o înclinație de 2,95262 ° în raport cu ecliptica.